# インティマシー/親密
『インティマシー/親密』（英: Intimacy）は、2001年制作のイギリス映画。

## 概要
原作はイギリス人小説家ハニフ・クレイシの同名小説。イギリス映画ではあるが、監督はフランス人のパトリス・シェロー。2001年の第51回ベルリン国際映画祭金熊賞と女優賞、同年のルイ・デリュック賞を受賞し、ヨーロッパ映画賞の作品賞にもノミネートされた。本番行為を含む過激な性描写から、日本ではR-18に指定されている。

## ストーリー
毎週水曜日に会ってセックスをする関係のジェイとクレア。ある日、いつも通り自宅でクレアとセックスをし、クレアが帰った後、ジェイは彼女の跡をつける。すると、彼女が地下劇場の舞台女優であることを知り、さらにその劇場で彼女の夫に出会う。

## キャスト
| 役名       | 俳優                     | 日本語吹替 |
| ---------- | ------------------------ | ---------- |
| ジェイ     | マーク・ライランス       | 内田直哉   |
| クレア     | ケリー・フォックス       | 紗ゆり     |
| アンディ   | ティモシー・スポール     | 塩屋浩三   |
| ヴィクター | アラステア・ガルブレイス | 相沢正輝   |
| イアン     | フィリップ・カルヴァリオ | 村治学     |
| ベティ     | マリアンヌ・フェイスフル | 小宮和枝   |
| ジェイの妻 | スザンナ・ハーカー       | 定岡小百合 |
| パム       | レベッカ・バルマー       | 久保田恵   |
| デイヴ     | フレイザー・エアーズ     | 谷昌樹     |

※その他の日本語吹替：よのひかり／川村拓央／斎藤恵理／加藤木賢志／永田佳代

## 日本語版制作スタッフ
- 演出：安江誠
- 翻訳：設楽道夫
- 調整：黒崎裕樹
- 制作：グロービジョン